# 科里达洛斯
科里达洛斯（希臘語：Κορυδαλλός）是希腊阿提卡大區比雷埃夫斯专区的市镇，位于雅典都会区的西南部，距离雅典市中心西边7公里、比雷埃夫斯市中心北边4.5公里处。市镇面积为4.324平方公里，2021年人口数量为61,248人。

## 人口数据
| 年份 | 人口数量 |
| ---- | -------- |
| 1981 | 61,313   |
| 1991 | 63,184   |
| 2001 | 67,456   |
| 2011 | 63,445   |
| 2021 | 61,248   |